# Wrzesień 2012

## 25 września
- W wieku 84 lat zmarł Andy Williams – amerykański piosenkarz, nazywany Mr. Christmas, którego głos został uznany przez prezydenta Ronalda Reagana za „skarb narodowy”. (gazeta.pl)

## 24 września
- Premier Kazachstanu Karim Masimow zrezygnował ze stanowiska (interia.pl). Tego samego dnia prezydent obsadził na tym urzędzie Seryka Achmetowa.

## 23 września
- W wyniku obrażeń, jakie odniósł w trakcie napadu rabunkowego, zmarł w wieku 46 lat Corrie Sanders – południowoafrykański bokser, były zawodowy mistrz świata organizacji WBO w kategorii ciężkiej. (Sport.pl)
- Belg Philippe Gilbert zwyciężył w wyścigu elity ze startu wspólnego podczas mistrzostw świata w kolarstwie szosowym, które odbyły się w holenderskim Valkenburgu. (Sport.pl)
- W wieku 64 lat zmarł Pawieł Graczow – pierwszy generał armii w historii Rosji, minister obrony w latach 1992–1996. (www.polskatimes.pl)

## 22 września
- W wieku 82 lat zmarł Roman Śliwonik – polski poeta i prozaik. (pisarze.pl)

## 21 września
- Otwarto Polski Cmentarz Wojenny w Kijowie-Bykowni

## 19 września
- Za pomocą teleskopów kosmicznych Hubble'a i Spitzera odkryto galaktykę MACS 1149-JD, oddaloną o 13,2 miliarda lat świetlnych od Ziemi. (NASA)
- Birmańska opozycjonistka i działaczka polityczna Aung San Suu Kyi odebrała Złoty Medal Kongresu z rąk prezydenta USA Baracka Obamy. (tvn24.pl)

## 18 września
- W wieku 97 lat zmarł Santiago Carrillo – hiszpański polityk, komunista, w latach 1960–1982 sekretarz generalny Komunistycznej Partii Hiszpanii. (wyborcza.pl)

## 12 września
- W Poznaniu zmarł Rafał Piszcz – polski kajakarz, brązowy medalista olimpijski z Monachium (1972). (Polski Komitet Olimpijski)

## 11 września
- W Kairze (Egipt) i Bengazi (Libia) rozpoczęły się antyamerykańskie demonstracje wywołane informacjami na temat antyislamskiego filmu Innocence of Muslims. W wyniku zamachu w Bengazi zginął amerykański dyplomata J. Christopher Stevens oraz trzej inni pracownicy amerykańskiej placówki dyplomatycznej. (onet.pl)
- Co najmniej 289 osób zginęło w pożarze w fabryce ubrań w pakistańskim mieście Karaczi. (tvn24.pl)

## 10 września
- W dniach 10-13 września odbywa się 4. Buffett Cup, zawody brydżowe między zawodnikami z Europy i USA. Oficjalna strona Buffett Cup
- Hassan Sheikh Mohamud został wybrany przez parlament nowym prezydentem Somalii. (BBC News)
- Archiwa Narodowe USA opublikowały kilka tysięcy stron dokumentów dotyczących mordu polskich oficerów przez NKWD w Katyniu w 1940 roku. (PAP, polskieradio.pl)
- Amerykanka Serena Williams oraz Brytyjczyk Andy Murray zwyciężyli w rywalizacji singlistów podczas wielkoszlemowego turnieju tenisowego, US Open. (WTA Tennis, ATP World Tour)

## 9 września
- Wiceprezydent Iraku Tarik al-Haszimi został skazany zaocznie przez sąd w Bagdadzie na śmierć przez powieszenie za kierowanie szwadronami śmierci. (PAP)
- Film Pietà w reżyserii Kim Ki-duka otrzymał Złotego Lwa podczas 69. Międzynarodowego Festiwalu Filmowego w Wenecji. (Stopklatka.pl)
- Hiszpan Alberto Contador zwyciężył w 67. edycji wyścigu kolarskiego Vuelta a España. (SportoweFakty.pl)

## 7 września
- 89 osób zmarło w wyniku trzęsienia ziemi, które nawiedziło chińską prowincję Junnan. (earthquake-report.com)
- W wieku 79 lat zmarł Leszek Drogosz, polski pięściarz, trzykrotny mistrz Europy. (sport.pl)
- Podczas mityngu Memorial Van Damme w Brukseli Amerykanin Aries Merritt ustanowił wynikiem 12,80 sekundy rekord świata w biegu na 110 metrów przez płotki. (SportoweFakty.pl)

## 4 września
- 42 osoby zginęły w wyniku katastrofy autobusu w pobliżu marokańskiej miejscowości Zerkten. (tvn24.pl)

## 3 września
- W wieku 92 lat zmarł Sun Myung Moon, koreański założyciel i przywódca Kościoła Zjednoczeniowego. (The Washington Times) (ang.)